# Johan Reftel
Sven Johan Reftel, född 14 november 1971 i Karl Johans församling i Göteborg, är en svensk författare och församlingspedagog. Han har skrivit ett flertal metodböcker för bland annat konfirmandverksamheten i Svenska kyrkan. I sitt arbete använder han sig också av Gospel Magic, en pedagogisk metod för att med hjälp av illusionism presentera Bibelns budskap.

## Con Dios
År 2003 utkom Johan Reftel tillsammans med Kristina Reftel med konfirmandboken Con Dios. Den reviderade utgåvan (2009) belönades med Svenska Publishing-Priset i kategorin läromedel. Juryns motivering löd: "För målgruppsanpassad design, intelligenta frågor, samtida tilltal och utmärkta bilder med välgjord repro och gudomligt tryck." Boken är översatt till tyska, danska och norska.